# Marmore-vízesés
A Marmore-vízesés (olaszul Cascata delle Marmore)  magyarra fordítva Márvány-vízesés a világ legmagasabb ember alkotta, mesterséges vízesése a közép-olaszországi Umbria régióban.

## Elhelyezkedése
Olaszország középső részén, Terni várostól kb 7,5 km-re, illetve Rómától északra, légvonalban 75 km (autóúton 114 km) távolságra található.  Az A1-es autópálya Terni közelében, annak nyugati részén halad. A vízesésétől Rieti városa déli irányba, kb 20 km távolságra van. A látványosság könnyen megközelíthető autóval és tömegközlekedéssel is.

## Leírása
Nem természeti jelenség, az első kialakítását az ókori rómaiak végezték el, a későbbi évszázadokban továbbfejlesztették. Az áramlása szabályozott. A vízesés teljes magassága 165 méter. Három szakasza (felső, középső és alsó) van. Leghosszabb szakasza 83 méter magas. Működése során több mint 15 m³/mp vízmennyiséget bocsát ki.
A vízesés vízforrása a Piediluco-tó, amelyet a Velino folyó táplál, majd később a völgyben található Nera folyóba ömlik. Normális esetben a Velino folyó vízének csak egy része (körülbelül 30%) kerül átirányításra a vízesés felé .A neve (márvány) a sziklákon található, fehér márványhoz hasonló kalcium-karbonát sóból származik.
- kép:Terni, cascate delle marmore, 02.jpg

### Turisztikai látványosság
A vízesést park veszi körül, ahol botanikus kert, és egy tó is van. A növény- és állatvilága tipikus mediterrán, a területet buja zöldövezet alkotja. A vízesés környéke bejárható, turistautak vannak kiépítve. Két kilátópont található, egy felső és egy alsó. Mindkettőnél parkoló és bejárat van, jegyirodával és bárokkal. A két kilátópontot több gyalogos útvonal köti össze. A vízesés mentén vezető ösvényen a látogatók feljuthatnak a vízesés teteje közelében található kilátóponthoz, ahonnan kilátás nyílik a vízesésre és az alatta fekvő Nera-völgyre. 
A "Szerelmesek erkélye" egy kis terasz néhány centiméterre a vízesés előtt. Az azonos nevű alagút végén található a travertin sziklában. A jegyespárok kedvenc helye. Egy másik kimelt hely a Specola, ami egy loggia és amelyet VI. Pius pápa építtetett 1781-ben. Egy kis toronyban került kialakításra a vízesés felső kilátójának végén. Évente rendeznek „Fény- és hangshowt” (Spettacolo di luci e suoni), ekkor a vízeséseket különböző színekben világíják meg. Ezen kívül nyáron van olyan éjszaka, amikor LED-fényjátékkal színesítik meg a vízáramlatot.
A vízesést évente átlagosan félmillió  látogató keresi fel.

### Energiatermelés
A mai napig vízenergia termelésére is használják, ezért a vízesés nem működik folyamatosan, gyakran csak egy patak méretű vízfolyás. A zuhatag általában naponta 12:00 és 13:00 óra, valamint 16:00 és 17:00 óra között működik teljes nagyságában. A vízesés feletti Piediluco-tó szolgál víztározóként az erőmű számára, a vízesés feletti csatornákban lévő víz nagy részét a vízerőműbe vezetik. A központi erőmű 1929-ben épült és körülbelül 530 MW teljesítményű villamos energiát képes termelni.
A mesterséges csatornákkal, elvezetőkkel ellátott rendszerben a víz mennyiségét egy zsiliprendszer segítségével lehet szabályozni és el is tudják azt zárni. A vízesés rögzített ütemterv szerint működik, az erőmű működésének fenntartása és a turisták igényeinek figyelembevételével kapcsolják be. Amikor kinyílnak a szabályozó kapuk, azt egy hangjelzés jelzi, majd perceken belül a vízhozam a maximális értékre emelkedik..

## Története
Az ókori rómaiak idejében gondot jelentett, hogy a Velino folyó felduzzadt vize veszélyt jelentett Rieti városának, mivel lápvidék létrehozásával fenyegette. Ebből adódóan a betegségek, például a malária terjedése is problémát okozott. Emiatt i. e. 271-ben Manlius Curius Dentatus római konzul egy csatorna építését rendelte el, majd elkezdték azt építeni. Ezzel a lápot tápláló vizet a sziklák felé terelték, onnan pedig az alacsonyabban fekvő területek felé folyt, majd a Nera folyóba ömlött. Így viszont a megáradt Velino vize a Nerán keresztül Terni lakóit fenyegette. A csatorna építésének másik célja az volt, hogy a vizet régió termékeny földjeire is el tudják vezetni. A római szenátus i.e. 54-ben foglalkozott a két, egymással ellentétben álló várost érintő problémával, azonban megoldás nem született. A végső megoldásra még évszázadokig kellett várni. A csatorna nem volt folyamatosan karbantartva, ami újra lápok kialakulásához vezetett. Majd 1422-ben XII. Gergely pápa és 1545-ben III. Pál pápa új csatornák megépítését rendelte el. Az új elvezetőt 1598-ban VIII. Kelemen pápa avatta fel.
Ezt követően végül 1787-ben VI. Piusz pápa megbízta Andrea Vici építészt, akinek a tervei által valósult meg a vízesés jelenlegi formája, ekkor módosították a vízesés alatti elvezetőket, továbbá csatornákat, amelyek a díszkertek műzuhatagait idéző látványos kaszkádokat táplálják. 
1896-ban a terni acélművek a vizet elkezdte használni energiatermeléshez, később pedig vízerőművet építettek. 